# 즉흥시인

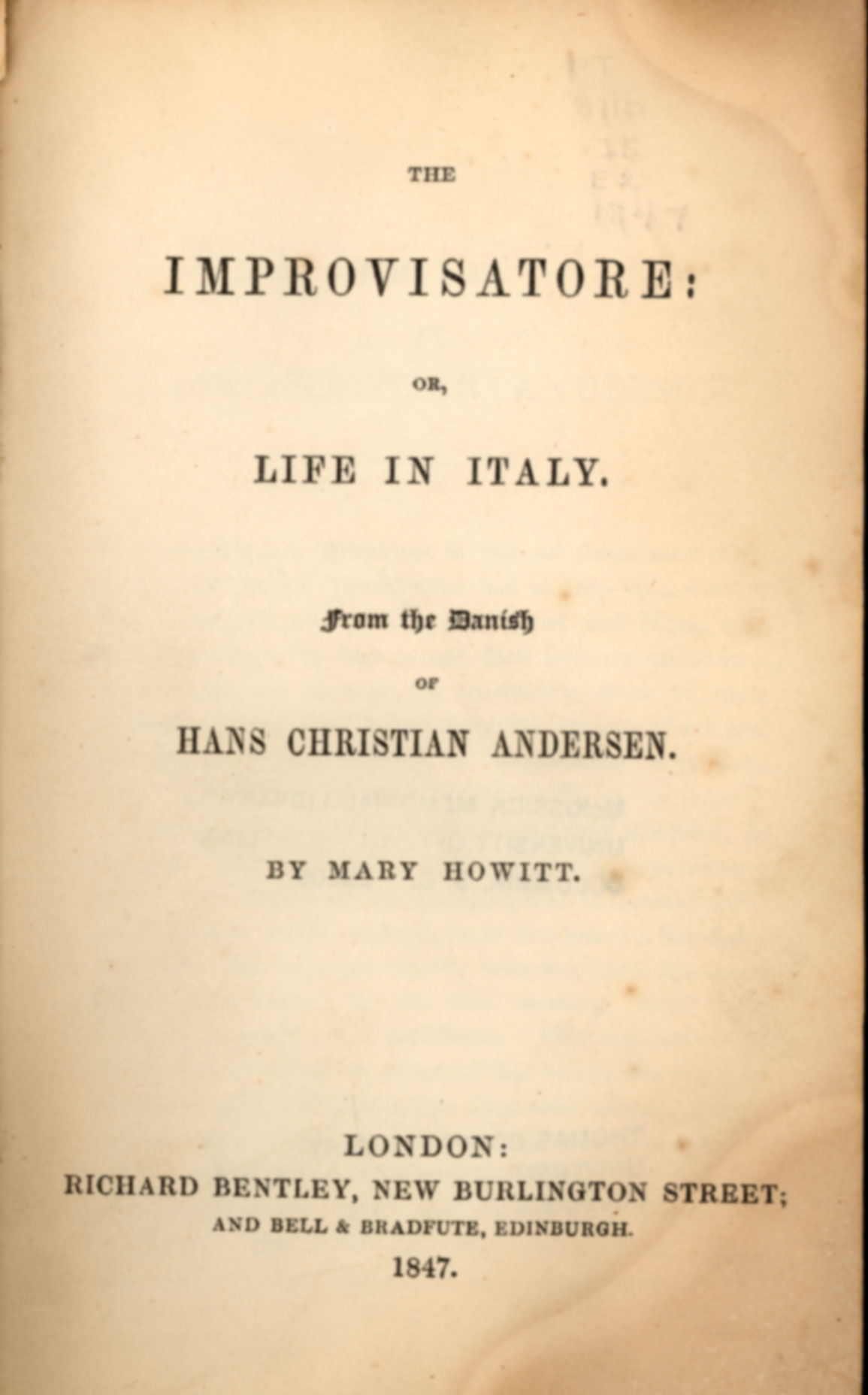

《즉흥시인》(덴마크어: Improvisatoren, 영어: The Improvisatore)은 안데르센이 1834년 발표한 자전적인 소설이다. 19세기 이탈리아를 배경으로 즉흥시인 안토니오의 유년시절과 청년이 되어 사랑을 찾아가는 이야기를 담고 있다.

## 개요
낭만적인 작품으로, 이를 계기로 안데르센의 명성은 세계적으로 유명해졌다.
어머니가 마차에 치어 죽는 바람에 고아가 된 안토니오가 볼게제 가의 도움으로 학교에 다니면서 남몰래 숨어서 탐독한 단테의 <신곡>은 숨겨져 있는 시재(詩才)를 눈뜨게 해 준다. 가희 아눈차타와 사귀게 되어 즉흥 시인으로서의 재능이 싹트게 된다. 그러나 아눈차타에의 애정을 둘러싸고 그를 오해한 친구에게서 결투를 신청받고, 겨누어진 피스톨을 비껴내려는 순간 잘못해 친구를 쏘아버리게 되어 로마를 탈출한 안토니오는, 나폴리에서 즉흥 시인으로서는 처음으로 무대를 밟는 날 볼게제 가의 사람에게 발견되어 억지로 그를 따라 또다시 먼 여로에 나선다. 안토니오는 운명의 장난으로 산전수전을 다 겪은 뒤에 베네치아에서 뜻밖에 병색이 초췌한 아눈차타와 재화를 하게 되는데, 그녀는 그를 피하여 어디론가 모습을 숨겨버린다. 그 후 그녀는 그에게 사랑을 고백한 편지를 남기고 죽는다. 유언에 따라 그는 시장의 조카인 아름다운 마리아와
결혼하는데, 바로 그 마리아는 언젠가 패스튬의 유적에 서 있었던 눈먼 봉사의 아름다운 소녀 라라 그 사람이었다. 원작은 너무나도 우연이 많고 허구성이 강하여 낭만주의의 결점이 눈에 띄나, 신선하고 격조 높은 아어체(雅語體)의 매력이 그 결점을 커버하고 있다.